# Alina Tsvili
Alina Tsvili (en ucraniano: Аліна Цвілій, 18 de septiembre de 1994) es una deportista ucraniana que compite en atletismo.
Ganó una medalla de plata en el Campeonato Europeo de Atletismo de 2018, en la prueba de 50 km marcha. En 2018 dio positivo por dopaje y fue sancionada por dos años y ocho meses, perdiendo la medalla del Europeo.

## Palmarés internacional
| Campeonato Europeo | Campeonato Europeo | Campeonato Europeo | Campeonato Europeo |
| Año                | Lugar              | Medalla            | Prueba             |
| ------------------ | ------------------ | ------------------ | ------------------ |
| 2018               | Berlín (Alemania)  | DSC                | 50 km marcha       |